# لاري ولف
لاري ولف (بالإنجليزية: Larry Wolfe) هو لاعب كرة قاعدة أمريكي، ولد في 2 مارس 1953 في ملبورن في الولايات المتحدة.

## وصلات خارجية
- لاري ولف على موقع الدوري الياباني لكرة القاعدة (الإنجليزية)
- لاري ولف على موقعبيزبول رفرنس.كوم (الدوري الرئيسي) (الإنجليزية)
- لاري ولف على موقعبيزبول رفرنس.كوم (الدوري الثانوي) (الإنجليزية)
- لاري ولف على موقع مشجعي الرسوم البيانية (الإنجليزية)